# Palazzuolo sul Senio
Palazzuolo sul Senio település Olaszországban, Toszkána régióban, Firenze megyében. Lakosainak száma 1111 fő (2023. január 1.). Palazzuolo sul Senio Borgo San Lorenzo, Casola Valsenio, Castel del Rio, Marradi, Brisighella és Firenzuola községekkel határos.

## Népesség
A település lakossága az elmúlt években az alábbi módon változott:
| Lakosok száma | 1169 | 1141 | 1111 | 1081 |
|               | 2013 | 2018 | 2023 | 2024 |